# Eilema carniola
Eilema carniola är en fjärilsart som beskrevs av Guérin-meneville 1867. Eilema carniola ingår i släktet Eilema och familjen björnspinnare. Inga underarter finns listade i Catalogue of Life.